# UltraSPARC II

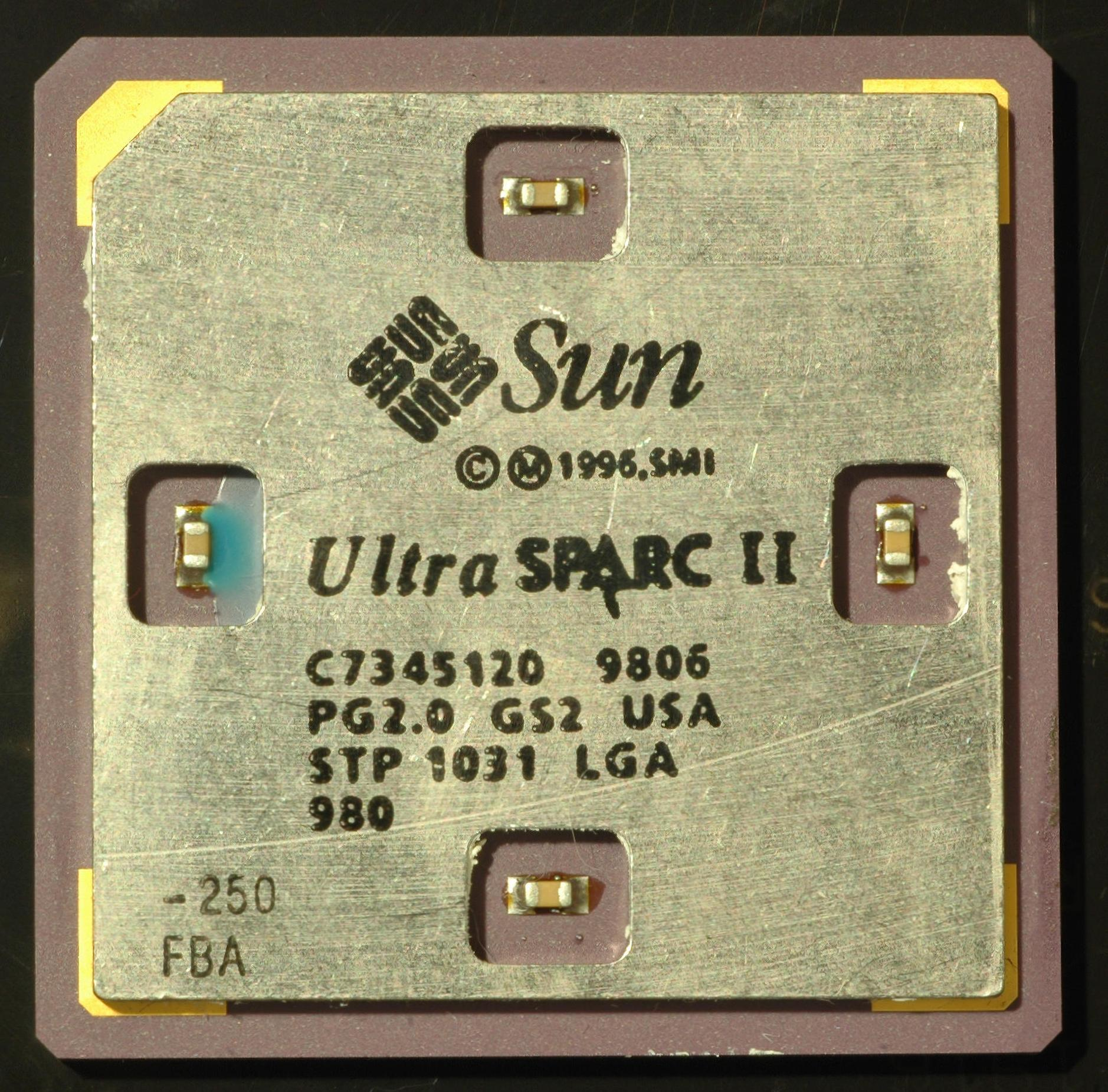

UltraSPARC II (кодовое имя «Blackbird») — микропроцессор корпорации Sun Microsystems, исполняющий систему команд SPARC V9. Главным разработчиком являлся Марк Тремблей. Представленный в 1997 году, UltraSPARC II являлся переработкой процессора UltraSPARC, работающий с тактовой частотой 250 МГц, затем достигнув частоты 400 МГц. Матрица содержала 5,4 миллиона транзисторов и занимала площадь 149 мм². Он был произведён Texas Instruments с использованием 0,35 мкм технологии. Объём кэша второго уровня (L2) составлял от 1 до 4 Мб.
В 1999 производство UltraSPARC II было портировано на 0,25 мкм технологию. Эта версия носила кодовое имя «Sapphire-Black». Он работал с частотами от 360 до 480 МГц, матрица занимала площадь 126 мм². Поддерживаемый объём кэша второго уровня был увеличен до 8 Мб.

## Производные
Процессор UltraSPARC II имеет четыре производных.

### UltraSPARC IIe
UltraSPARC IIe («Hummingbird») — версия для встраиваемых систем, представленная в 2000 и работающая с частотами от 400 до 500 МГц. Производился с использованием 0,18 мкм технологии с алюминиевыми соединениями и имел 256 Кб L2 кэша.

### UltraSPARC IIi
UltraSPARC IIi («Sabre») — недорогая версия процессора, работающая с частотами от 270 до 360 МГц, представлена в 1997. Производилась по 0,35 мкм технологии и имела площадь матрицы 156 мм². В 1998 версия с кодовым именем Sapphire-Red была произведена по 0,25 мкм технологии, что позволило микропроцессору работать на частотах от 333 до 480 МГц. Эта версия имела 2 Мб кэша второго уровня.

### UltraSPARC IIe+
UltraSPARC IIe+ («Phantom») был представлен в 2002. Рабочая частота составляет от 550 до 650 МГц. Процессор производился по 0,18 мкм технологии с медными соединениями. Размер кэша 512 Кб.

### Gemini
Gemini — это первая попытка Sun Microsystems создать многопоточный микропроцессор. Его выпуск был отменён из-за появления нового микропроцессора UltraSPARC T1 Niagara в начале 2004. Он состоял из двух ядер UltraSPARC II и кэша L2 на одном чипе.